# Линьчэн
Линьчэ́н (кит. упр. 临城, пиньинь Línchéng) — уезд городского округа Синтай провинции Хэбэй (КНР). Название уезда означает «город Линь» и связано с тем, что в эпоху Вёсен и Осеней здесь существовал город Линьи.

## История
Во времена империи Хань был создан уезд Панцзы (房子县). При империи Тан в 742 году он был переименован в Линьчэн. В 905 году из-за практики табу на имена ему было возвращено название Панцзы, однако при империи Поздняя Тан он вновь получил название Линьчэн.
В августе 1949 года был создан Специальный район Синтай (邢台专区), и уезд вошёл в его состав. В мае 1958 года Специальный район Синтай был расформирован, и уезд Линьчэн вошёл в состав Специального района Ханьдань (邯郸专区), а в ноябре был присоединён к уезду Нэйцю. В мае 1961 года Специальный район Синтай был создан вновь, и уезд Нэйцю опять вошёл в его состав. В 1962 году уезд Линьчэн был воссоздан. В 1969 году Специальный район Синтай был переименован в Округ Синтай (邢台地区).
В 1993 году решением Госсовета КНР были расформированы округ Синтай и город Синтай, и образован Городской округ Синтай.

## Административное деление
Уезд Линьчэн делится на 4 посёлка и 4 волости.